# Kruithuis

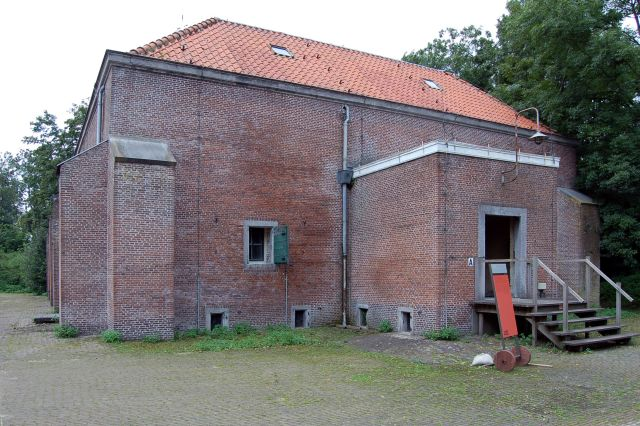
Een kruithuis op de Wierickerschans

Een kruithuis, kruitmagazijn, munitiemagazijn of pulverhuis is een gebouw waar buskruit werd bewaard. Om het risico van ontploffingen te voorkomen werd het wegen en verpakken van het kruit niet in het kruithuis gedaan. Kruitkelders en kruittorens (pulvertorens) werden voor hetzelfde doel gebruikt.
Nog bestaande kruithuizen of -torens in Nederland:
- Maria- of Kruittoren in Hoorn
- Kruithuis (Delft)
- Kruithuis van Fort Wierickerschans
- Kruithuis (Geertruidenberg)
- Kruithuis ('s-Hertogenbosch)
- Kruittoren (Nijmegen)

acces · affuit · approche · arsenaal · banket · barbacane · barbette · bastion · bastei · batterij · bedekte weg · beer · berm · blokhuis · bolwerk · borstwering · bres · buitenwerk · bunker · bonnet-traverse · caponnière · circumvallatielinie · citadel · contravallatielinie · contre-approche · contrefossé · contregarde · coupure· contrescarpe · courtine · couvre-face · cunette · damsluis · Dienst der Fortificatiën · demi-lune · dwingel · enveloppe · erkertoren · escarpe · face · faussebraye · flank · flèche · fort · fossé · glacis · gracht · halve maan · hamei · hoornwerk · inundatie ·  inundatiekanaal · inundatiesluis · Italiaans vestingstelsel · kat · kazemat · keel · kroonwerk · kruithuis · landpoort · linie · lunet · mezekouw · Nieuw Nederlands Vestingstelsel · onderwal · ontmanteling · opril · Oud-Nederlands vestingstelsel · palissade · papenmuts · plongee · polygonaal stelsel · poortgebouw · poterne · pulvertoren · ravelijn · redan · redoute · reduit · retranchement · rondeel · saillant · sas · schans · schietgat · schilderhuis · schootsveld · singel · sortie · stadsmuur · stadspoort · tamboer · terreplein · tenaille · tobruk · torenfort · traverse · valhek · verdedigingswerk · vesting · vestingstad · voorwerk · wal · walstraat · waltoren · wapenplaats · waterlinie · waterpoort · weermuur · wolfskuil · zwaluwstaart